# Deltona
Deltona ist eine Stadt im Volusia County im US-Bundesstaat Florida. Das U.S. Census Bureau hat bei der Volkszählung 2020 eine Einwohnerzahl von 93.692 ermittelt. Sie ist die größte Stadt der MSA Deltona–Daytona Beach–Ormond Beach.

## Geographie
Deltona liegt am nördlichen Ufer des Lake Monroe, der einen Teil des St. Johns Rivers bildet. Die Stadt grenzt an die Städte Orange City, Lake Helen und DeBary. Sie liegt rund 10 km südlich von DeLand sowie etwa 40 km nördlich von Orlando.

## Demographische Daten
Laut der Volkszählung 2010 verteilten sich die damaligen 85.182 Einwohner auf 34.089 Haushalte. Die Bevölkerungsdichte lag bei 878,2 Einw./km². 76,7 % der Bevölkerung bezeichneten sich als Weiße, 10,9 % als Afroamerikaner, 0,5 % als Indianer und 1,3 % als Asian Americans. 7,1 % gaben die Angehörigkeit zu einer anderen Ethnie und 3,6 % zu mehreren Ethnien an. 30,2 % der Bevölkerung bestand aus Hispanics oder Latinos.
Im Jahr 2010 lebten in 38,3 % aller Haushalte Kinder unter 18 Jahren sowie 26,6 % aller Haushalte Personen mit mindestens 65 Jahren. 76,3 % der Haushalte waren Familienhaushalte (bestehend aus verheirateten Paaren mit oder ohne Nachkommen bzw. einem Elternteil mit Nachkomme). Die durchschnittliche Größe eines Haushalts lag bei 2,81 Personen und die durchschnittliche Familiengröße bei 3,16 Personen.
28,0 % der Bevölkerung waren jünger als 20 Jahre, 25,0 % waren 20 bis 39 Jahre alt, 28,5 % waren 40 bis 59 Jahre alt und 18,4 % waren mindestens 60 Jahre alt. Das mittlere Alter betrug 38 Jahre. 48,7 % der Bevölkerung waren männlich und 51,3 % weiblich.
Das durchschnittliche Jahreseinkommen lag bei 50.420 $, dabei lebten 11,4 % der Bevölkerung unter der Armutsgrenze.
Im Jahr 2000 war Englisch die Muttersprache von 81,40 % der Bevölkerung, spanisch sprachen 15,85 % und 2,75 % hatten eine andere Muttersprache.

## Verkehr
Deltona wird von der Interstate 4 sowie den Florida State Roads 415 und 472 durchquert bzw. tangiert. Der nächste Flughafen ist der Orlando Sanford International Airport (15 km südlich).